# Emma Elizabeth Smith
Emma Elizabeth Smith (?, ca. 1843 — Whitechapel, 4 de abril de 1888) fue una meretriz británica que falleció víctima de un ataque y sus autores nunca fueron identificados. Opiniones del momento especularon que podía ser la primera víctima de los llamados asesinatos de Whitechapel, crímenes llenos de interrogantes de origen misterioso y oscuro cuya principal figura fue el asesino en serie nunca identificado popularmente apodado Jack el Destripador, aunque el tipo de ataque y el testimonio de la propia víctima lo descartan por completo.

## Biografía
No se conoce mucho de la vida de Smith, salvo detalles investigados por la policía de Scotland Yard, en los cuales se registró que vivía en una casa de alojamiento en el número 18 de George Street, en Spitalfields, que era una viuda que tenía dos hijos (un varón y una mujer que vivían en Finsbury Park), que sufría de alcoholismo, y que tenía 45 años de edad al momento de su deceso.

## Homicidio
Emma Smith fue brutalmente asaltada y robada en Osborn Street en las primeras horas del 3 de abril de 1888. Sobrevivió al ataque y logró regresar a su casa con algunas lesiones, donde le dijo a su compañera Mary Russell que había sido atacada por un grupo de hombres, uno de los cuales era un adolescente. Unos amigos suyos la llevaron al Hospital de Londres, situado en el distrito de Whitechapel, donde entró en coma y murió al día siguiente, a las 9 horas del 4 de abril de 1888.
Sus ofensores posiblemente fueron una pandilla de rufianes dedicados a explotar a las prostitutas, exigiéndoles dinero a cambio de supuesta protección. Según el informe del médico actuante, falleció como consecuencia de una peritonitis, pues se reveló que un objeto contundente le había sido insertado en la vagina, con ruptura de su peritoneo, originándose así gravísimas heridas que, posteriormente, serían fatales.

## Investigación
El 6 de abril de ese año, la policía informó el comienzo de las indagatorias en pos de aprehender a los culpables. La investigación en el ámbito judicial fue presidida por el juez Wynne Edwin Baxter. En el plano policial, la organización de las pesquisas le fue encargada al inspector local Edmund Reid, de la Policía Metropolitana, División de Whitechapel H.
Las investigaciones posteriores, sin embargo, resultaron infructuosas, y el asesino o los asesinos nunca fueron capturados. Walter Dew, un detective también de la Policía Metropolitana de Londres, describió así su propia investigación:

«Como en todos los casos de asesinato en este país, las mayoría de las víctimas eran pobres, y la policía hizo todo lo posible para encontrar al agresor de Emma Smith, así como para encontrar pistas. Cientos de personas fueron interrogadas, muchos de ellos por mí personalmente. Notas de las declaraciones fueron tomadas. Soldados de la Torre de Londres [que se sitúa dentro de la División H] fueron interrogados en cuanto a sus movimientos. También se hicieron búsquedas en los buques, en los puertos, y entre los marineros.» Dtve. Walter Dew

El caso, tal cual se anticipara, fue clasificado como el de la primera de las once víctimas de asesinato en Whitechapel, en los archivos de la Policía Metropolitana. Walter Dew creyó que Emma Smith había sido la primera víctima de Jack el Destripador, desestimando su afirmación de haber sido atacada por un grupo de hombres.

## Trascendencia del caso

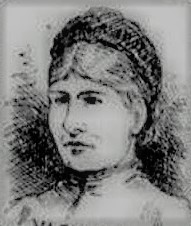
Emma Elizabeth Smith, víctima de los asesinatos de Whitechapel. Asesinada en 1888.

Durante los primeros tiempos, luego de ocurrido el infausto evento y los que le siguieron, se estimó que Smith había representado la primera víctima mortal del ejecutor en serie victoriano Jack el Destripador. Esta posición no encuentra actualmente asidero entre los estudiosos de esos casos criminales, y este rechazo resulta prácticamente unánime.
Sin embargo, el cruel deceso sufrido por esta desdichada quedó registrado en los legajos de Scotland Yard como el inicial crimen perpetrado dentro de la secuencia de homicidios y/o situaciones de muertes dudosas, a los cuales se designó genéricamente con el rótulo de “Los asesinatos de Whitechapel”.